# Acanthagrion peruanum
Acanthagrion peruanum – gatunek ważki z rodziny łątkowatych (Coenagrionidae). Występuje  w  Ameryce Południowej.